# Terenci Varró
Els Terenci Varró (llatí: Terentius Varro) foren una branca familiar de la gens Terència. Tot i que entre els seus membres hi va haver cònsols i altres magistrats de prestigi, els personatges més cèlebres d'aquesta família destacaren pel conreu de les lletres, principalment Marc Terenci Varró, erudit i autor de nombrosíssimes obres. També gaudí de gran prestigi Publi Terenci Varró, poeta del qual no s'ha conservat cap obra.

## Personatges
Segons el Digital Prosopography of the Roman Republic:
- Gai Terenci Varró, triumvir monetal del 206 aC al 200 aC
- Gai Terenci Varró, cònsol el 216 aC
  - Aulus Terenci Varró, pretor el 184 aC, probablement fill de l'anterior
    - Terenci Varró, qüestor el 154 aC, fill de l'anterior
    - Aulus Terenci Varró, llegat a Acaia el 146 aC i el 145 aC, germà de l'anterior
- Marc Terenci Varró, personatge desconegut
  - Marc Terenci Varró Lucul, nascut Licini, germà de Lucul; adoptat per l'anterior
- Aulus Terenci Varró, llegat a l'Àsia el 82 aC
  - Aulus Terenci Varró Murena, militar pompeià a la batalla de Farsàlia el 48 aC; nascut Murena, fill de Luci Licini Murena, adoptat per l'anterior
    - Aulus Terenci Varró Murena, cònsol el 23 aC, tal vegada fill de l'anterior
- Terenci Varró, pretor abans del 77 aC
- Marc Terenci Varró, pretor el 68 aC, erudit romà, autor de nombroses obres de les quals s'han conservat De lingua latina i De re rustica
- Marc Terenci Varró, personatge desconegut
  - Marc Terenci Varró Lucul, cònsol el 73 aC, fill de Luci Licini Lucul, adoptat per l'anterior
- Terenci Varró, proqüestor a Hispània el 49 aC
- Marc Terenci Varró Gibba, tribú de la plebs el 43 aC
- Publi Terenci Varró, poeta romà les obres del qual no s'han conservat